# The Maisonettes
The Maisonettes waren eine englische Pop-Band mit Mod-/Beat-Einflüssen aus Birmingham. Sie wurde 1982 gegründet vom Sänger Laurence „Lol“ Mason und dem Gitarristen Mark Tibenham. Mason war zuvor Mitglied bei City Boy, die Ende der 1970er mehrere Hits gehabt hatten, sich aber 1981 getrennt hatten. Tibenham war in mehreren weniger erfolgreichen Bands gewesen. Hinzu kam noch Schlagzeuger Nick Parry.

## Bandgeschichte
Die Band nahm 1982 zusammen mit Studiosängerinnen den Titel Heartache Avenue auf, das eine Trennung nach einer Beziehung in einer französischen Avenue beschreibt. Das Lied hatten Mason und Tibenham selbst geschrieben und war eine Mischung aus 60er-Beat und 80er-Synthiepop. Der Song erreichte die Top 10 in Großbritannien und wurde auch in Deutschland ein Radiohit.
Zur Komplettierung der Band hatte man Denise Ward und Elaine Williams als Backgroundsängerinnen engagiert, stellte dann aber fest, dass sie bei Auftritten gesanglich nicht zur Band passten, und so wurden sie kurz darauf schon wieder durch Carla Mendonca und Lisa Richards ersetzt, die dann fester Bestandteil des Quintetts Maisonettes wurden. Der Bandname war übrigens ein Wortspiel mit dem Nachnamen des Sängers Lol Mason und eine Anspielung auf mehrere auf „-ettes“ endende Bands der 1960er.
Die neuformierten Maisonettes nahmen als Nächstes die Doppel-Single This Affair / Say It Again auf, mit der sie allerdings nicht an den ersten Erfolg anknüpfen konnten. Sie verpasste in den meisten Ländern die Charts. Das nachfolgende Album Maisonettes For Sale floppte ebenfalls und so blieb die Band ein One-Hit-Wonder.
Weder ein Remix von Heartache Avenue im Jahr 1992 noch ein Best-of-Album 2004 konnte später das Interesse an der Band neu entfachen. Aber 2005 profitierte die Londoner Band Roll Deep von dem Hit Heartache Avenue: Sie sampelten den Song und hatten mit The Avenue einen Top-20-Hit in Großbritannien.

## Mitglieder
- Lol Mason (Laurence Edward Mason), Sänger
- Mark Tibenham, Gitarrist
- Nick Parry, Schlagzeuger
- Carla Mendonca, Sängerin
- Elisa Richards, Sängerin

kurzzeitig auch
- Denise Ward, Sängerin
- Elaine Williams, Sängerin

## Diskografie
Alben
- Maisonettes For Sale (1983)

Singles
- Heartache Avenue (1982)
- Say It Again / This Affair (1983)